# Шипарі
Шипарі (рос. Шипари) — присілок Гагарінського району Смоленської області Росії. Входить до складу Покровського сільського поселення.
Населення — 5 осіб. 